# Ivanje (Cres)
Ivanje (olaszul: San Giovanni di Caisole) falu Horvátországban Tengermellék-Hegyvidék megyében. Közigazgatásilag Creshez tartozik.

## Fekvése
Cres szigetének északi részén Cres városától 23 km-re északnyugatra, a sziget belsejében, a tengerparttól 2 km-re 275 méter magasan fekszik. A sziget egyik legérdekesebb, Tramuntaninak nevezett részén található. Egy köves út köti össze a legközelebbi nagyobb településsel Belivel.

## Története
A sziget többi részével együtt 1822-től osztrák uralom alatt állt, majd 1867 és 1918 között az Osztrák–Magyar Monarchia része volt. 1880-ban 83, 1910-ben 97 lakosa volt. Az Osztrák-Magyar Monarchia bukását rövid olasz uralom követte, majd a település a Szerb–Horvát–Szlovén Királyság része lett. A második világháború idején olasz csapatok szállták meg. A háborút követően újra Jugoszláviához került. 1991-ben az önálló horvát állam része lett. 2011-ben mindössze 3 állandó lakosa volt.

## Lakosság
| Lakosság változása | Lakosság változása | Lakosság változása | Lakosság változása | Lakosság változása | Lakosság változása | Lakosság változása | Lakosság változása | Lakosság változása | Lakosság változása | Lakosság változása | Lakosság változása | Lakosság változása | Lakosság változása | Lakosság változása | Lakosság változása |
| ------------------ | ------------------ | ------------------ | ------------------ | ------------------ | ------------------ | ------------------ | ------------------ | ------------------ | ------------------ | ------------------ | ------------------ | ------------------ | ------------------ | ------------------ | ------------------ |
| 1857               | 1869               | 1880               | 1890               | 1900               | 1910               | 1921               | 1931               | 1948               | 1953               | 1961               | 1971               | 1981               | 1991               | 2001               | 2011               |
| 0                  | 0                  | 83                 | 83                 | 80                 | 97                 | 0                  | 0                  | 108                | 49                 | 41                 | 17                 | 9                  | 9                  | 3                  | 3                  |

## Nevezetességei
Mária Látogatása (Sarlós Boldogasszony) kápolnája 1916-ban épült. Nemrég teljesen megújították.